# Charly, Cher

Charly este o comună în departamentul Cher, Franța. În 1 ianuarie 2022 avea o populație de 235 de locuitori.